# El Tigre: The Adventures of Manny Rivera
El Tigre: The Adventures of Manny Rivera is een animatie/superheldenserie geproduceerd voor Nickelodeon en Nicktoons Network. De serie werd van 3 maart 2007 tot 13 september 2008 uitgezonden. De serie kent ook een Nederlandstalige nasynchronisatie. Er zijn in totaal 26 afleveringen gemaakt.

## Verhaal
De serie speelt zich af in het fictieve Mexicaanse Mirakelstad (Miracle City). Deze stad is gebouwd is rondom een vulkaan en is een schimmige gevaarlijke plek met vele schurken, monster en spoken. De serie draait om de 13-jarige Manny Rivera. Hij beschikt over een speciale riem die hem de macht geeft te veranderen in de superheld El Tigre. Zowel zijn vader die een superheld is, als zijn opa die een superschurk is, willen beide dat Manny in hun voetsporen treedt. Hierdoor staat hij voortdurend voor een groot dilemma of hij deze krachten ten goede of ten slechte moet gebruiken. El Tigre kiest niet altijd voor het goede.

## Stijl
De serie heeft een onderscheidende, artistieke en karikaturale stijl. Er komen elementen uit de Mexicaanse cultuur, zoals de skeletten die verwijzen naar de Dag van de Doden, de worstelmaskers van de lucha libre en verwijzingen naar de Azteken en de Mayacultuur. De animaties zijn energiek en de stijl refereert naar de Mexicaanse kunst. Wat verder opvalt is dat de figuren omlijnd zijn waardoor het wat weg heeft van een stripverhaal. Een terugkerend thema is de keuze tussen goed en kwaad maar ook vreemde situaties.

## Personages

### Hoofdpersonages
- Manny Rivera/El Tigre (volledige naam: Manuel Pablo Gutiérrez O'Brien Equihua Rivera): een 13-jarige jongen. Hij is de zoon van de superheld White Pantera en de kleinzoon van de superschurk Puma Loco. Manny beschikt over een riem waarmee hij kan veranderen in de gekostumeerde El Tigre. Zijn superkrachten zijn o.a. bovenmenselijke spierkracht en springvermogen, intrekbare klauwen die door vrijwel alles heen kunnen snijden en een hand die als een grijphaak kan worden weggeschoten. Later krijgt hij ook de gave om een groen energieveld in de vorm van een tijger op te roepen. Manny wil zowel zijn vader als grootvader tevreden houden, wat hem vaak voor een dilemma stelt over hoe hij zijn krachten moet gebruiken.

- Frida Suárez: Manny’s vriendin. Ze vergezelt Manny overal, en moedigt hem altijd aan, ongeacht of hij iets goeds of iets slechts doet.

- Rodolfo Rivera/White Pantera : Manny’s vader, en de zoon van Grandpapi Rivera/Puma Loco. Hij is officieel gepensioneerd, maar kan het niet laten nog geregeld heldenwerk te doen. Hij heeft een haat-liefdeverhouding met zijn vader. Zijn kracht komt van zijn laarzen, die hem bovenmenselijke snelheid en kracht geven. Iedereen die de laarzen aanraakt wordt gedwongen de waarheid te vertellen.

- Grootpappi Rivera/Puma Loco: de grootvader van Manny en vader van Rodolfo. Hij is een gepensioneerde superschurk die het net als zijn zoon niet kan laten om af en toe toch weer aan het werk te gaan. Ondanks dat hij een superschurk is, geeft hij veel om zijn familie en dan met name Manny en bestrijdt hij andere slechteriken. Hij draagt altijd een sombrero die kan veranderen in een robotkostuum en verschillende voorwerpen bevat.

### Helden
- Albino Burrito Een held met een piñata met een bom erin, hij redt El Tigre met z'n piñata door de robot van Puma Loco ermee te vernietigen.

- Golden Leon: een van Manny’s voorouders, en de eerste superheld in de Rivera-familie. Zijn kleding is gelijk aan die van een conquistador.

- Justice Jaguar: Manny's overgrootvader, en vader van Puma Loco. Hij is een held uit het Wilde Westen.

- The Industrialist: de bewaker van de defriendless. Hij schiet energiestralen af uit een kanon op zijn arm, evenals cement.

- Cosmic Cleopatra: een tovenares.

- El Tigre I: een van Manny’s voorouders, en de originele El Tigre. Net als Manny kon hij niet kiezen of hij nu een held of een schurk moest worden. Dit dreef hem uiteindelijk tot waanzin en bezorgde hem een gespleten persoonlijkheid.

- Silver Sombrero: de leider League of Alliance Society. Hij gebruikt een zilveren sombrero als wapen.

- El Cucharón: een voormalige superschurk. Hij beschikt over telepathische krachten waarmee hij lepels kan manipuleren.

- The Seventh Samurai: Een superheld die de stad Shogun City misdaadvrij heeft gemaakt.

- Cyber Sumo: De zoon van de zevende samoerai wie kan veranderen in een enorme robot-sumoworstelaar.

### Schurken
- Señor Sinestro : Schurk met een harnas en een superpaard, nerd die veel wordt gepest in het echte leven

- Sartana of the Dead: een gevreesde superschurk en aartsvijand van Manny/El Tigre. Ze is een 200 jaar oud skelet met een leger van dode of ondode handlangers. Haar mystieke gitaar is de bron van haar kracht. Hoewel ze vaak genoeg is verslagen, weet ze altijd op een of andere manier weer terug te komen.

- El Oso: een grote harige man met bovenmenselijke kracht.

- Zoe Avez/Black Cuervo: een superschurk van Manny’s leeftijd. Ze behoort tot de Flock of Fury clan. Ze is verliefd op Manny.

- El Tigre I: een van Manny’s voorouders, en de originele El Tigre. Net als Manny kon hij niet kiezen of hij nu een held of een schurk moest worden. Dit dreef hem uiteindelijk tot waanzin en bezorgde hem een gespleten persoonlijkheid.

- Carmelita Avez/Voltura: Zoe Avez' moeder, de leider van de Flock of Fury. Ze is de aartsvijand van White Pantera.

- Grandmami Avez/Lady Gobbler: de grootmoeder van Zoe Avez.

- Diego/Dr. Chipotle, Jr.: een 10-jaar-oud kwaadaardig genie, met een robotische arm een cyberoog. Hij gebruikt vreemde wapens zoals een zombie Guacamole.

- Dr. Chipotle, Sr.: vader van Dr. Chipotle, Jr. Hij werd drie jaar voor aanvang van de serie opgesloten door El Tigre en White Pantera.

- Dark Leopard: Een van Manny’s voorouders, en de eerste superschurk uit de Rivera-familie.

- The Mighty Cheetar: Grandpapi's grootvader. Hij was een superschurk die een door stoom aangedreven robotpak gebruikte.

- General Chapuza: de coach van een voetbalteam genaamd de Zombies. Hij en zijn team zijn daadwerkelijk zombies.

- Che Chapuza: de 13-jaar oude kleinzoon van General Chapuza. Hij lijkt sterk op Manny Rivera.

- Titanium Titan: voorheen een superheld, en helper van White Pantera. Hij geeft El Tigre de schuld van zijn ellende aangezien zijn glorietijd eindigde toen Manny werd geboren en White Pantera met pensioen ging om meer tijd door te brengen met zijn nieuwe gezin. Zijn droom is om ooit weer een team te vormen met White Pantera.

- Comrade Chaos: een gepensioneerde Russische superschurk met een hamer en sikkel als wapens.

- Django of the Dead: de kleinzoon van Sartana of the Dead, die net als Sartana zijn eigen magische gitaar heeft.

- El Osieto: een kleine beer die de tweeling broer is van El Oso.

- The Moustache Maffia: Een bende van 4 mensen die hun snor kunnen bewegen.

- Dr. Psyclopsis':Een overleden schurk uit Casa The Adios.

### Bijpersonages
- Maria Rivera: de moeder van Manny Rivera en ex-vrouw van White Pantera. Ze verliet hem omdat ze niet langer tegen het feit kon dat hij zijn leven riskeerde om een held te zijn. Toch kwam ze later terug in Miracle City om voor Manny te zorgen. Ze heeft een baan in de schoolbibliotheek. Vaak probeert White Pantera een romantisch diner voor haar te maken (wat hem nooit gelukt is).
- Emiliano "Chief" Suarez: het hoofd van de politie in Miracle City, en Frida’s vader.
- Carmela Suarez: een rechter in Miracle City, en Frida’s moeder.
- Raoul: De levende snor van El Tigre die dokter Chipoltè, een schurk, hem gaf. De snor leeft, en woont niet in Miracle City.
- Dokter L.J. Boterman: Een dokter die de meest nutteloze dingen onderzoekt. Presenteert altijd de documentaires die Manny (moet) kijken.
- Zebra-ezel: de mascotte van Manny's school. Manny is een grote fan van hem.
- Mevr. Chicita': een oude vrouw die onder Manny woont, heeft een grote liefde voor kleine puppy's, katjes en baby's.

## Afleveringen

### Seizoen 1
1 "Sole of a Hero / Night of the Living Guacamole" March 3, 2007 

2 "Enter the Cuervo / A Fistful of Collars" March 3, 2007 

3 "Fool's Goal / El Tigre, El Jefe" March 10, 2007 

4 "Zebra Donkey / Adios, Amigos" March 17, 2007 

5 "The Mother of All Tigres / Old Money" April 7, 2007 

6 "The Late Manny Rivera / Party Monsters" April 21, 2007 

7 "Moustache Kid / Puma Licito" May 5, 2007 

8 "Miracle City Worker / Dia De Los Malos" May 12, 2007 

9 "Yellow Pantera / Rising Son" June 16, 2007 

10 "Curse of the Albino Burrito / La Tigressa" September 21, 2007 

11 "The Ballad of Frida Suarez / Fool Speed Ahead" September 28, 2007 

12 "Miracle City Undercover / The Bride of Puma Loco" October 5, 2007 

13 "Clash of the Titan / Eye Caramba" October 12, 2007 

14 "The Grave Escape" October 19, 2007 

15 "Burrito's Little Helper / Crouching Tigre, Hidden Dragon" November 2, 2007 

16 "The Cactus Kid / A Mother's Glove" November 9, 2007 

17 "The Good, the Bad and the Tigre" January 25, 2008 

18 "A Fistful of Nickels / Animales" June 16, 2008 

19 "Tigre+Cuervo Forever / The Thing That Ate Frida's Brain" June 17, 2008 

20 "Stinking Badges / Mech Daddy" June 18, 2008 

21 "The Return of Plata Peligrosa / Chupacabros" June 19, 2008 

22 "Wrong and Dance / Love and War" June 20, 2008 

23 "Oso Sole Mio / Silver Wolf" August 7, 2008 

24 "The Cuervo Project / The Golden Eagle Twins" August 8, 2008 

25 "Dia De Los Padres / Moustache Love" September 13, 2008 

26 "Back to Escuela / No Boots, No Belt, No Brero (Series finale en Nickelodeon)" September 13, 2008

## Spel
In 2007 verscheen het computerspel El Tigre: The Adventures of Manny Rivera, gebaseerd op de serie.

## Cast in Nederland
- Manny Rivera/El Tigre - Roben Mitchell van den Dungen Bille
- Frida Suárez - Donna Vrijhof
- Rodolfo Rivera/Witte Pantera - Ruben Lürsen
- Grootpappi Rivera/Puma Loco - Sander de Heer
- Zoe Aves/Zwarte Cuevro - Melise de Winter

## Cast in de Verenigde Staten

### Hoofdcast
- Alanna Ubach - Manny Rivera/El Tigre
- Grey DeLisle - Frida Suárez
- Eric Bauza - Rodolfo Rivera/White Pantera, Justice Jaguar, Principal Tonino, Cactus Kid, Toshiro Watanabe/Cyber-Sumo, Dos, Tres, Justice Jaguar
- Carlos Alazraqui - Grandpapi Rivera/Puma Loco, El Tarántula, Señor Chapi, Tiny, Lady Gobbler, Vice-Principal Chakal, El Sombrerito, Zebra Donkey, Uno

### Extra cast
- Charlie Adler - Mano Negra
- April Stewart - Maria Rivera
- Candi Milo - Zoe Aves/Black Cuervo
- Pamela Adlon - Marni/Silver Echo
- Jack Angel - Comrade Chaos
- Jeff Bennett - Sergio/Señor Siniestro, Pedro/Dr. Enchanto, The Silver Sombrero
- Clancy Brown - Monsterzuma
- Bruce Campbell - The Industrialist
- Catherine Cavadini - La Flamita
- Kate Olkeria-Bliss Hivichovitch
- Danny Cooksey - Django of the Dead
- Grey DeLisle - Cosmic Cleopatra, La Flama Dama
- Jessica Di Cicco - Davi Roccoco/The Albino Burrito
- John DiMaggio - El Oso, Dark Leopard, General Chapuza, El Tigre I
- Richard Steven Horvitz - Diego/Dr. Chipotle, Jr., Dr. Chipotle, Sr.
- Phil LaMarr - Raheem/Captain Photon
- Rene Mujica - Titanium Titan, Cactus Tot
- Daran Norris - Emiliano Suárez
- Efren Ramirez - El Cucharon
- Miguel Sandoval - Golden Leon
- Susan Silo - Sartana of the Dead
- George Takei - Seventh Samurai
- Danny Trejo - El Mar Verde, Grande

## Prijzen
De serie heeft ook enkele prijzen, onder andere van Nickelodeon 5 Jaar: NL: De top 75 allerbeste momenten ooit (5 Jaar)

### Nickelodeon NL
- Nickelodeon 5 Jaar: Nummer 69: (Onbekend)
- Nickelodeon 5 Jaar: Nummer 67: (Onbekend)
- Nickelodeon 5 Jaar: Nummer 48: De Snorrenjongen (aka The Mustache Kid)
- Nickelodeon 5 Jaar: Nummer 47: Mirakel Stad Undercover (aka Miracle City Undercover)
- Nickelodeon 5 Jaar: Nummer 06: La Tigresa